# Aortenbogen

Aortenbogen mit Abgängen, schematisch

Der Aortenbogen (Arcus aortae) ist ein Abschnitt der Hauptschlagader (Aorta) in unmittelbarer Nähe zu deren Ursprung aus dem Herz. Er liegt außerhalb der Herzbeutelhöhle im Mediastinum und geht in Höhe des vierten Brustwirbels in den senkrecht absteigenden Aortenanteil (Aorta descendens) über. Am Aortenbogen entspringen die Hauptgefäßstämme für den Kopf, Hals und die obere Extremität.

## Abgänge
Der Aortenbogen entsteht aus der linken vierten Kiemenbogenarterie. Die Abgänge des Aortenbogens variieren innerhalb der Säugetiere, was auf die komplexen Umbildungsprozesse während der Embryogenese zurückzuführen ist.
Beim Menschen gehen aus ihm die linke Halsschlagader (Arteria carotis communis sinistra) und die linke Unterschlüsselbeinarterie (Arteria subclavia sinistra) hervor. Die entsprechenden Gefäße der rechten Seite entspringen einem gemeinsamen Stamm, dem Truncus brachiocephalicus. Bei Schweinen und Raubtieren entspringt dagegen auch die linke Halsschlagader aus dem Truncus brachiocephalicus und nur die linke Arteria subclavia geht separat aus dem Aortenbogen ab. Bei Pferden und Wiederkäuern entspringen alle vier Gefäßstämme aus dem Truncus brachiocephalicus.

## Erkrankungen
Fehlbildungen des Aortenbogens sind die Aortenisthmusstenose (siehe auch Shone-Komplex) und der unterbrochene Aortenbogen. Zu angeborenen Lageanomalien gehört die „reitende Aorta“, die nach rechts verlagert direkt über dem Ventrikelseptumdefekt aus dem Herzen entspringt. Bei noch weiterer Verlagerung nach rechts spricht man von einem Arcus aortae dexter. Weitere Anomalien sind der doppelte Aortenbogen (Arcus aortae duplex), die Arteria lusoria und der hinter der Speiseröhre zur Gegenseite verlaufende Arcus aortae circumflexus.
Der Verschluss der Abgänge des Aortenbogens führt zum Aortenbogen-Syndrom. Eine Gefäßentzündung im Bereich des Aortenbogens kann Ursache einer Polymyalgia rheumatica sein. Etwa 60 % der Fälle einer Aortendissektion sind im Aortenbogen lokalisiert.